# Oude Gracht-West
De Oude Gracht-West is een buurt in het stadsdeel Woensel-Zuid in de Nederlandse stad Eindhoven. De buurt ligt in de wijk Begijnenbroek. Op 1 januari 2023 telde de buurt 2.830 inwoners, verdeeld over 1.534 woningen, met een gemiddelde WOZ-waarde van € 300.000, op een oppervlakte van 0,51 km².